# Ambulacro (architettura)

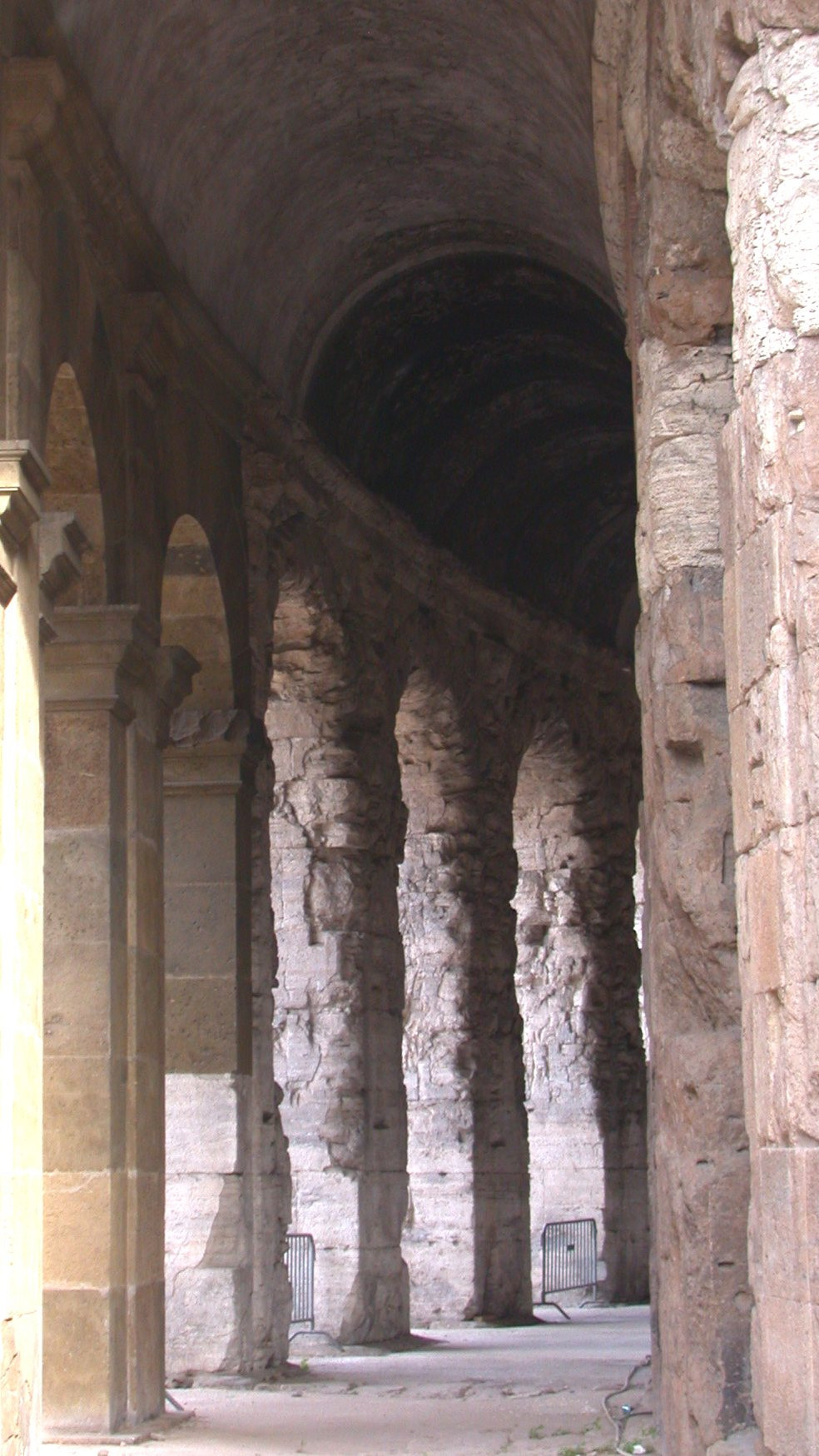
Ambulacro esterno del Teatro Marcello.

L'ambulacro (in latino ambulācrum) è uno spazio architettonico che ha il principale scopo di incanalare i flussi di percorrenza all'interno di un luogo più ampio, rispetto al quale è solitamente filtrato attraverso colonnati. Assume quindi spesso la conformazione di portico o galleria.
A seconda del contesto di riferimento l’ambulacro può assumere diverse forme ma mantiene la sua connotazione di luogo destinato al passeggio o alla percorrenza. Nell'architettura romana ci si riferisce a quella parte di edificio, coperta spesso da un solaio o da una volta, dove è consentito camminare o comunque compiere spostamenti (per esempio il corridoio anulare dei teatri e degli anfiteatri, o anche gli spazi distributivi colonnati delle grandi ville extraurbane). Nell'architettura greca viene detto ambulacro quello spazio di percorrenza che si viene a creare nei templi peripteri tra il colonnato e l'involucro della cella. Nell'architettura paleocristiana gli ambulacri sono le gallerie delle catacombe. La parola ambulacro viene utilizzata anche come sinonimo di deambulatorio, il corridoio posto intorno al coro e all'abside delle chiese romaniche francesi  poi ripreso dall'architettura sacra gotica.

## Storia
La sua vocazione di luogo destinato al passaggio, non soltanto funzionale al raggiungimento di altri luoghi ma anche ricreativo o contemplativo, trova riscontro nell'etimologia stessa della parola latina ambulacrum, che deriva da ambulare cioè "camminare". Gli ambulacrum infatti erano in origine i viali alberati nei quali gli antichi romani erano soliti fare le loro passeggiate. Capitava che questi spazi di percorrenza venissero coperti per riparare i passanti dal sole e dalla pioggia o che venissero inglobati all'interno degli edifici (come teatri e mercati); in quel caso veniva assegnata loro la definizione di Ambulatio. Ed è appunto da questi ambulatio che deriva il significato oggigiorno convenzionalmente attribuito agli ambulacri. 
L'architetto Sostratos di Cnido avrebbe per primo costruito l'ambulatio pensilis citato da Plinio il vecchio nel Naturalis historia (xxxvi, 83). Marco Vitruvio Pollione invece usava il termine ambulatio per descrivere lo spazio colonnato che si veniva a creare intorno alla cella del tempio pseudodiptero (iii, 3, 8). Il suo periodo di massimo impiego ed utilizzo in ambito architettonico fu in epoca medioevale in tutto il continente europeo.